# Утопический социализм
Утопи́ческий социали́зм — принятое в исторической и философской литературе обозначение предшествовавшего марксизму учения о возможности преобразования общества на социалистических принципах, о его справедливом устройстве.
Главную роль в разработке и внедрении в общество идей о строительстве социалистических отношений ненасильственным образом, лишь силой пропаганды и примера, сыграла интеллигенция и близкие к ней слои.

## Утопический социализм в древности
Первые идеи о более справедливом обществе скорее всего зародились ещё на стадии разделения общества на классы и возникновения имущественного неравенства. Следы подобных воззрений встречаются при изучении как фольклора, так и мифологии народов Азии, Европы и Северной Африки.
В Древних Греции и Риме зачатки идей утопического социализма проявились в идущем ещё от Гесиода мечтании о возвращении минувшего «золотого века», когда счастливые люди не знали неравенства, собственности и эксплуатации. Тема достижения справедливого политического устройства была одной из наиболее обсуждаемых греческими философами, искавшими решение проблемы имущественного неравенства и «естественного состояния» общества, в котором оно пребывало в доклассовые времена. Нужно также отметить и роль уравнительных реформ в Спарте, а также платоновскую модель рабовладельческого «коммунизма», осуждавшую частную собственность («Государство»).
Значительный вклад в развитие учения об утопическом социализме внесла уравнительная социальная идеология раннего христианства, несущая в общество проповедь братства, всеобщего равенства и потребительского коммунизма. Воздействие этих идей сохранило свою силу вплоть до XIX века, когда легло в основу теории христианского социализма.

## Предсоциализм в средневековье
Во время господства феодальных хозяйственных отношений взгляды, близкие к утопистско-социалистическим, формировались прежде всего на религиозной почве и выливались в виде многочисленных ересей — вальденсов, бегардов, таборитов, катаров, лоллардов, апостольских братьев, анабаптистов и других, объяснявших возникновение социального и имущественного неравенства в первую очередь отступничеством церкви и правящих классов от истинных идеалов раннего христианства. Несмотря на религиозную форму ересей, они имели конкретное экономическое содержание, выраженное в ожидании всеобщего блага и счастья людей, наступлении «тысячелетнего царства», пропагандировали отношения, характерные для первых христианских общин. В некоторых из этих сект воскрешались идеалы евангельского учения и создавались самоуправляемые общины с аскетической уравнительностью в потреблении и совместным ведением хозяйства. В редких случаях этот крестьянский религиозный коммунизм перерастал в вооружённое общественное движение, как это случилось в позднее средневековье в Чехии, во время Гуситских войн (табориты) и в Германии, во время Крестьянской войны XVI века (Т. Мюнцер).
В XVI—XVII вв., с началом эпохи первоначального накопления капитала, возникла литература утопического характера. Родоначальником утопического социализма считается английский государственный деятель и писатель-гуманист Томас Мор. Его главное сочинение — «Золотая книга, столь же полезная, как забавная, о наилучшем устройстве государства и о новом острове Утопия» (1516). В книге автор показывал несовершенство существовавшего строя, бедствия крестьян, причину которых видел в частной собственности. Он создал идеальное государство Утопия, в котором господствует общественная собственность, общественное производство, справедливое распределение. Все жители Утопии обязаны работать, а в свободное время изучать науки и искусства. Все произведённое является общественным достоянием, а изобилие материальных благ позволяет распределять их по потребностям. Политический строй основан на демократии.
В Италии известным сторонником утопического социализма был Томмазо Кампанелла. В своей книге «Город Солнца» (1623) Кампанелла, также как и Мор, создал идеальное государство, в котором господствует общественная собственность, а все блага распределяются поровну между жителями.
Идеи первых Мора и Кампанеллы являются социалистическими, потому что их авторы понимали связь социального неравенства с частной собственностью. Они воспевали крупные города, а главную роль в создании нового строя отводили государству в лице великого политика, завоевателя, мыслителя, действующих с помощью пропаганды и примера.

## Утопический социализм в Новое время
Одними из первых социалистов-утопистов нового времени были англичане Джерард Уинстэнли и Джон Беллерс.
Во Франции социальные утопии XVII—XVIII веков выливались как правило в форму художественных романов-путешествий, где идеализированное общество добродетельных туземцев противопоставлялось полному несправедливости европейскому обществу (Габриэль де Фуаньи, Дени Верас д’Алле, Гедевиль и другие). В XVIII веке с проповедью революционного ниспровержения гнёта и эксплуатации выступал Жан Мелье, стоявший на позициях общинного патриархального коммунизма. Для многих коммунистических сочинений того же столетия основополагающим мотивом была просветительская теория «одинаковости естественной природы» человечества и вытекающего из этого положения «равенства прав» всех людей. Исходя из этих идей, Морелли и Габриэль де Мабли обосновали коммунизм с точки зрения теории естественного права.
Утопический социализм времён Просвещения прокламировал право человека на труд и обязательность труда для всех, социальной справедливости в распределении средств, превращение земли в общедоступную собственность. В годы Великой французской революции происходила политизация этих идей морального социализма. Сторонники эгалитарных (уравнительных) утопических идей требовали всеобщего уравнительного передела земли, ограничения собственнических прав и подчинения их нуждам общества («Бешеные»). С дальнейшим углублением революции происходила радикализация взглядов утопистов-революционеров: от наивных первых проектов о мирном законодательном введении общинного коммунизма во Франции — до планов коммунистических преобразований с помощью санкюлотской революционной диктатуры (Франсуа Буассель).
Квинтэссенцией развития радикального утопизма были взгляды Гракха Бабёфа и бабувистской программы заговора равных, впервые выдвинувших требование коммунистической революции с введением после её победы коммунистической диктатуры и обосновавших необходимость переходного периода от капитализма к коммунизму. Выражая взгляды людей домашинной эпохи, бабувизм показывал идеал коммунистического общества как аграрного и ремесленного, развивающегося на основе ручного труда, в распределении предлагал строгую «уравниловку», всеобщий аскетизм, выказывал негативное отношение к людям умственного труда.
Утопический проект разрабатывал на бумаге видный деятель французской революции Сен-Жюст.

## Утопический социализм в XIX веке
В первой половине XIX столетия движение за осуществление социалистических идеалов возглавили интеллектуалы, из среды которых вышли великие утописты К. А. Сен-Симон, Ш. Фурье, Р. Оуэн — «основатели социализма», по определению Ф. Энгельса, впервые развившие самостоятельную теорию утопического социализма в подлинную науку, заменившую обанкротившуюся революционную метафизику теории «естественного права». В вопросе о преобразовании общества на первое место было поставлено создание крупного общественного производства, применяющего новейшие достижения науки и техники. Преодолевая привычные представления об уравниловке и всеобщем аскетизме при коммунизме, утописты выдвинули принцип распределения «по способностям», изображали будущее общество как общество изобилия, обеспечивающее удовлетворение человеческих потребностей, безграничный рост производительных сил и расцвет личности. Утописты-социалисты говорили о грядущем уничтожении разницы между умственным и физическим трудом, между городом и деревней, о планировании производства, о превращении государства из органа управления людьми в орган управления производством и так далее.

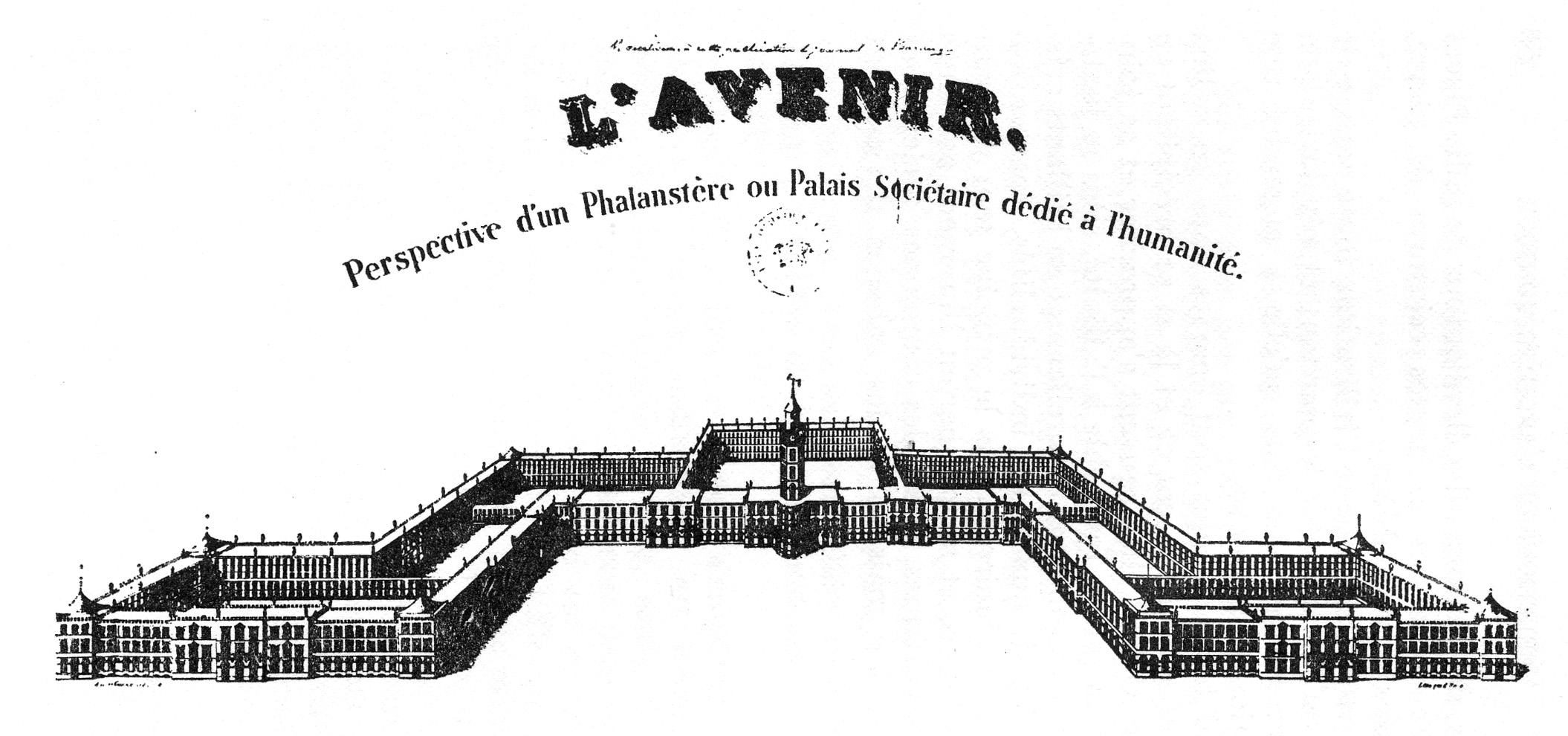
Проект фаланстера Ш. Фурье

В то же время печальный исход Великой Французской революции свидетельствовал о несостоятельности действий революционных масс, об определяющей миссии думающего меньшинства и волевых решений отдельных личностей. Не отрицая воздействия на общественную жизнь рационалистических идей духовного мира, в то же время социалисты-утописты возрождали религиозные идеи — «новое христианство» Сен-Симона; пантеистическая метафизика и мистическое объяснение природы человеческих страстей и влечений у Фурье; новый моральный мир, перевоспитывающий людей при помощи рациональной социалистической религии у Оуэна.
В это время в среде последователей социализма возникают движения — сенсимонизм (Б. П. Анфантен, С.-А. Базар и другие), фурьеризм (В. Консидеран), оуэнизм. Предпринятые в 20—40-е годы XIX века попытки создания в Англии и США оуэнистских коммунистических колоний, как и более многочисленные опыты по образованию фурьеристских ассоциаций-фаланг в США, после кратковременных успехов оканчивались неизменным крахом. Та же судьба постигла и «икарийские» колонии Э. Кабе. Всего же было более 40 попыток создания в США фурьеристских фаланг. Наиболее известная — Брукфарм, близ Бостона, — просуществовала с 1841 по 1846 год.
В 1830—1840-х годах в среде социалистов выкристаллизовывается несколько течений. Одно разрабатывало проекты производительных ассоциаций (Ф. Бюшез, Л. Блан, К. Пеккёр, П. Леру и другие) или ассоциаций эквивалентного товарообмена (Дж. Грэй, П. Ж. Прудон) и рассматривало их как основное средство борьбы против крупного капитала и переустройства общества мирным путём на основе сотрудничества классов. Другое течение, английских социалистов-рикардианцев (У. Томпсон, Д. Ф. Брей и другие), объявило прибавочную стоимость плодом несправедливого обмена между трудом и капиталом и для устранения этой несправедливости выдвинуло теорию получения рабочими «полного продукта их труда». Это течение косвенно способствовало развитию чартистского движения в Англии. Позднее, уже в немецкой интерпретации, концепция получения рабочими полного продукта их труда была раскритикована К. Марксом в работе «Критика Готской программы».
В среде тайных революционных обществ Европы 30—40-х годов XIX века создавались учения необабувистского коммунизма, с его требованием немедленного коммунистического переустройства путём революционного переворота и введения революционной диктатуры, вводящей общность имущества. Во Франции эти воззрения разделяли Т. Дезами, Ж.-Ж. Пийо, О. Бланки, А. Лапоннере и другие. Использование теоретиками социализма и коммунизма этого времени некоторых идей утопического социализма позволило им сделать важный шаг от уравнительных принципов к коммунистическому принципу «от каждого по способностям, каждому по потребностям». В произведениях Дезами и В. Вейтлинга теория утопического коммунизма достигла своей вершины.
Близкую форму к утопическому социализму представляли взгляды китайского революционного демократа Сунь Ятсена. Таким образом, можно констатировать, что учение утопического социализма было не региональным, чисто европейским явлением, — его идеи, соединяясь с идеологией национально-освободительных движений, выдвигались также в странах Африки, Азии, Латинской Америки.

## Утопический социализм в России
Предшественниками идей утопического социализма в России в конце XVIII — начале XIX столетий были А. Н. Радищев и П. И. Пестель. Особенно широкое распространение получили эти идеи в 30—40-е годы. Социалистические взгляды А. И. Герцена и Н. П. Огарёва, возникшие под влиянием трудов Сен-Симона и Фурье, положили начало социалистической традиции в русской общественной мысли.
В то же время ранний русский утопический социализм представлял собой разновидность христианского социализма (В. С. Печерин и др.). Такой религиозный социализм продолжал существовать и позже — среди некоторых петрашевцев и народников, а также членов Кирилло-Мефодиевского общества.
В 1840-х годах среди наиболее ярких представителей русского домарксистского социализма мы видим А. И. Герцена, Н. П. Огарёва, В. Г. Белинского, М. В. Петрашевского, В. А. Милютина. Суть социалистического учения они понимали как антропологическую идею природы, полной реализацией которой только и может быть социализм, и историческая диалектика мирового разума, понятого как дух человека, изначально стремящегося к строю братства и равенства.
В 60—70-е годы XIX века в России, в результате длительных социально-теоретических исканий, возникает особая разновидность утопического социализма — «русский», или крестьянский социализм, получивший название народничества и в рамках которого в основном и происходило развитие социалистической идеи в России во 2-й половине XIX века. Впрочем, иногда рассматривались и иные возможности строительства социалистического общества — например, через создание крупной промышленности (Д. И. Писарев и др.).
Наиболее глубокая концепция русского утопического социализма была разработана Н. Г. Чернышевским, которого В. И. Ленин считал «величайшим представителем утопического социализма в России». В 70—80-е годы представители утопического социализма также заимствовали у марксизма его отдельные идеи (П. Л. Лавров и др.).

### Произведения утопистов
- Вильгельм Вейтлинг. Гарантии гармонии и свободы. Человечество, как оно есть и каким оно должно было бы быть / Перевод с нем. В. В. и М. М. Альтман, с комментариями В. В. Альтмана. Вступ. статья В. П. Волгина (М.-Л.: изд-во АН СССР. MCMLXII)
- Теодор Дезами. Кодекс общности / Перевод с франц. Э. А. Желубовской, Ф. Б. Шуваевой. Комментарии В. С. Алексеева-Попова. Вступительная статья В. П. Волгина (М.: изд-во АН СССР. MCMLVI)
- Изложение учения Сен-Симона / Перевод с франц. Э. А. Желубовской. Вступительная статья и комментарии В. П. Волгина (М.: изд-во АН СССР. 1961)
- Этьен Кабе. Путешествие в Икарию: философский и социальный роман / серия «Предшественники научного социализма» под общей редакцией В. П. Волгина. Перевод с французского под редакцией Э. Л. Гуревича. Комментарии Э. Л. Гуревича и Ф. В. Шуваевой. Вступительная статья В. П. Волгина. М.-Л.: Издательство Академии наук СССР, 1948
- Верас Д. История севарамбов. Бэкон Ф. Новая Атлантида / Утопический роман XVI—XVII вв. / перевод с франц., англ.; вступит.статья Л. Воробьева (М.: Художественная литература. 1971)

### Научно-исследовательские работы
- Черкезов В. Н. — Предтечи Интернационала. Доктрины марксизма" — 2010.
- Вознесенская В. А. Экономические воззрения великих социалистов-утопистов Запада (М.: изд-во Социально-экономической литературы. 1958)
- Волгин В. П. Очерки истории социалистических идей с древности до конца XVIII века (М.: изд-во АН СССР. 1975)
- Волгин В. П. Развитие общественной мысли во Франции в XVIII веке (М.: изд-во АН СССР. 1958)
- Волгин В. П. Сен-Симон и сенсимонизм (М.: изд-во АН СССР. 1961)
- Волгин В. П. Революционный коммунист 18 в. Жан Мелье и его «Завещание». 1918
- Иоаннисян А. Р. Коммунистические идеи в годы Великой французской революции (М.: Наука. 1966)
- Иоаннисян А. Р. К истории французского утопического коммунизма первой половины XIX столетия (М.: Наука. 1981)
- Каутский К. «Предшественники новейшего социализма», т. 1-2 М.-Л. 1924-25
- Кучеренко Г. С. Сенсимонизм в общественной мысли XIX века (М.: Наука. 1975)
- Поль Луи. Французские утописты: Луи Блан, Видаль, Пекер, Кабе, с отрывками из их произведений / Перевод с франц. Е. Я. Успенской, под ред. и с предисл. М. Зеликмана (М.: Красная новь, Главполитпросвет. 1923)
- Манхейм К. Идеология и утопия // Избранное. Диагноз нашего времени. — М.: Юристъ, 1994. — 704 с. — С. 7—276.
- Меринг Ф. От утопии к науке / Перевод с немецкого (Юго-Восточное краевое партийное изд-во «Буревестник», Ростов-на-Дону — Краснодар, 1924)
- Мортон А.-Л. Английская Утопия / Перевод с англ. О. В. Волкова, под ред. и со вступительной статьей В. Ф. Семенова (М.: Иностранная литература. 1956)
- Ойзерман Т. И. Марксизм и утопизм. — М.: Прогресс—Традиция, 2003.
- Плеханов Г. В. Утопический социализм XIX века. — М. 1958
- Статьи из научных сборников «История социалистических учений», 1962—1987 гг.
- Экономическая теория / Под ред. Е. Н. Лобачёвой. — 2-е изд.. — М.: Высшее образование, 2009. — 515 с. — ISBN 978-5-9692-0406-5.